# Kaiky
Kaiky Fernandes Melo (Santos, 12 de enero de 2004), conocido simplemente como Kaiky, es un futbolista brasileño que juega como defensa central y su equipo actual es la Unión Deportiva Almería de la Segunda División de España.

## Carrera
Nacido en Santos, (São Paulo) Kaiky se unió al equipo juvenil del Santos Fútbol Club procedente del Portuários local. Inicialmente jugando al fútbol sala, comenzó a aparecer en las categorías de fútbol profesional a la edad de nueve años.
El 21 de diciembre de 2020, firmó su primer contrato profesional con el Peixe, acordando un contrato de tres años. Hizo su debut profesional el 28 de febrero siguiente, comenzando en un empate a domicilio 2-2 por el Campeonato Paulista ante el Santo André.
En su debut en la Copa Libertadores el 9 de marzo de 2021, comenzó como titular y anotó su primer gol profesional, anotando el de la victoria por 2-1 en casa sobre el Deportivo Lara; con 17 años, un mes y 25 días, se convirtió en el brasileño más joven en anotar en la competencia y segundo en la general, solo detrás de Juan Carlos Cárdenas; su récord fue batido en el mes siguiente por su compañero de equipo Ângelo. 
El 19 de julio de 2022, fue fichado por Almería.Debutó el 14 de agosto en la derrota 1-2 en casa frente al Real Madrid y fue alternando titularidades y suplencias a lo largo de la temporada.
En la siguiente campaña, Kaiky juega más a menudo y marca su único gol con el equipo en el empate de visita ante el Cádiz CF en el último minuto
El 1 de febrero de 2024, firma por el Albacete Balompié de la Segunda División de España, en calidad de cedido hasta el final de la temporada.Tras unos meses en el club albaceteño, regresa a la disciplina de la Unión Deportiva Almería en verano.

## Selección nacional
Kaiky fue convocado para la selección brasileña sub-15 en 2019 y participó en el Campeonato Sudamericano Sub-15 de 2019 en calidad de capitán. Participó en seis partidos durante el torneo cuando su selección levantó el trofeo.
En 2020, fue convocado varias veces a la Sub- 17, en un período de entrenamiento previo al Campeonato Sudamericano Sub-17 de 2021.

## Clubes
| Club                       | País   | Año       |
| -------------------------- | ------ | --------- |
| Santos                     | Brasil | 2020-2022 |
| U. D. Almería              | España | 2022-Act. |
| Albacete Balompié (cedido) | España | 2024      |

## Estadísticas de carrera
Al 26 de abril de 2021
| Club             | Temporada        | Liga             | Liga | Liga  | Liga estatal | Liga estatal | Copa nacional | Copa nacional | Continental | Continental | Otro | Otro  | Total | Total |
| Club             | Temporada        | División         | PJ   | Goles | PJ           | Goles        | PJ            | Goles         | PJ          | Goles       | PJ   | Goles | PJ    | Goles |
| ---------------- | ---------------- | ---------------- | ---- | ----- | ------------ | ------------ | ------------- | ------------- | ----------- | ----------- | ---- | ----- | ----- | ----- |
| Santos           | 2021             | Serie A          | 0    | 0     | 4            | 0            | 0             | 0             | 5           | 1           | -    | -     | 9     | 1     |
| Total de carrera | Total de carrera | Total de carrera | 0    | 0     | 4            | 0            | 0             | 0             | 5           | 1           | 0    | 0     | 9     | 1     |

1. ^ Aparición (es) en la Copa Libertadores

## Palmarés

### Selección nacional
Brasil Sub-15
- Campeonato Sudamericano Sub-15: 2019.